# Mount Isbell
Mount Isbell ist ein 2360 m hoher Berg in der antarktischen Ross Dependency. Er ragt rund 4 km westlich des Vogt Peak in den Churchill Mountains an der nordöstlichen Grenze der Geologists Range auf. 
Das Advisory Committee on Antarctic Names benannte ihn 2003 nach John Isbell von der Fakultät für Geowissenschaften der University of Wisconsin, der bei diversen Feldforschungen zwischen 1992 und 2001 Sedimentschichten aus dem Perm und der Untertrias in den Darwin und Churchill Mountains untersucht hatte.